# Семь Сокровищниц

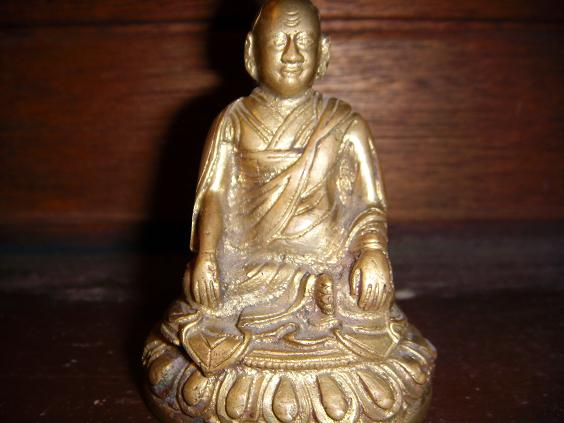
Лонгченпа

Семь Сокровищниц (Тиб. མཛོད་བདུན་, Dzö Dün; Вайли: mdzod bdun ) – собрание семи работ, некоторые с автокомментариями, написанные великим йогином и учёным Лонгченом Рабджамом. По мнению ряда исследователей и учителей тибетского буддизма, эти работы представляют собой вершину всей буддийской религиозно-философской мысли за его двухтысячелетнюю историю.

## Тексты семи сокровищниц
1. Всеисполняющая Сокровищница (yid-bzhin rin-po-che 'i mdzod), состоящая из двадцати двух глав, и комментарий Пема Карпо (padma dkar-po). В трактате рассмотрены все области буддийского Учения Махаяны и разъясняются пути изучения, анализа и практики Махаяны и Ваджраяны.
2. Драгоценная Сокровищница Устных Наставлений (man-ngag rin-po-che 'i mdzod), резюмирующая буддийские сутры и тантры и освещающий более подробно путь и результат Дзогпа Ченпо.
3. Драгоценная Сокровищница Философских Систем (grub-mtha' mdzod) состоит из восьми глав и рассказывает о философских воззрениях всех Колесниц Буддизма.
4. Сокровищница Высшей Колесницы (theg-mchog mdzod), состоящая из двадцати пяти глав, представляет собой комментарий на Семнадцать тантр Менгагдэ и Сто девятнадцать разъясняющих трактатов. В нём рассматриваются разные аспекты буддийского Учения, начиная от проявления Абсолютного Учителя - Трикайи, и до окончательного результата практики пути Дзогпа Ченпо, в том числе, практика Тхогел. Лонгчен Рабджам написал этот трактат, чтобы реализовать пожелания, которые его учитель Ригдзин Кумараджа высказал во время смерти.
5. Сокровищница Драгоценных Слов и Смысла (tshig-don mdzod), представляет собой изложение в одиннадцати главах трактата thegs-mchog mdzod и объяснение важнейших моментов практики.
6. Драгоценная Сокровищница Дхармадхату (chos-dbyings rin-po-che 'i mdzod), состоящая из тринадцати глав, и комментарий lung-gi gter-mdzod, в котором рассматривается основа, путь и плод трёх разделов Дзогпа Ченпо - Семдэ, Лонгдэ и Менгагдэ. Особое внимание в нём уделяется Лонгдэ.
7. Драгоценная Сокровищница Естественного Состояния (gnas-lugs mdzod), состоящая из пяти глав и комментария, даёт наставления по трём разделам Дзогпа Ченпо.

## Переводы
На русский было переведено четыре текста из семи, все они  были выполнены непосредственно с тибетского Ламой Сонамом Дордже.
- Лонгчен Рабджам. Драгоценная сокровищница устных наставлений. Издательство "Ганга", 2013
- Лонгчен Рабджам. Драгоценная сокровищница Дхармадхату. Гимн пробуждённого ума. Открытый Мир, 2007
- Лонгчен Рабджам. Сокровищница слов и смысла. "Смерти вопреки: антология тайных учений о смерти и умирании традиции дзогчен тибетского буддизма". издательство "ориенталия", 2014 г.
- Лонгчен Рабджам. Драгоценная сокровищница естественного состояния. Киев, Рангджунг Еше Россия – Украина, 2011